# Stereotomie
Stereotomie is een onderdeel van stereometrie dat de doorsnede aan de oppervlakte van meetkundige volumes bestudeert, meer bepaald de steensnedes die bij gewelfconstructies voorkomen.
Om deze steensnedes te tekenen maakt men gebruik van de technieken van het wetenschappelijk tekenen.